# Kocioł radomski
Kocioł radomski - termin z okresu kampanii wrześniowej oznaczający okrążenie sił Południowego Zgrupowania Armii „Prusy” przez wojska III Rzeszy w okolicy Radomia wskutek przegranej przez Wojsko Polskie bitwy pod Iłżą (8–9 września 1939).
Wskutek kapitulacji „kotła radomskiego” 11 września 1939 wielu polskich żołnierzy dostało się do niewoli niemieckiej (stanowili sporą część 60.000 jeńców wziętych przez 10 Armię Waltera von Reichenau).
Ostatni polscy żołnierze z „kotła radomskiego” walczyli do 17 września 1939.